# La Chaîne Météo
La Chaîne Météo est une chaîne de télévision française d'informations météorologiques en continu appartenant à la société Météo Consult. Elle est en diffusion en continu sur Canal+ et Free.

## Historique
La Chaîne Météo est lancée le premier jour de l'été 1995 à 7 h par Jacques-Philippe Broux. Elle commence ses émissions en temps partagé sur deux chaines du câble et du satellite. Sur TMC de 7 h à 9 h et sur Série Club de 7 h à 10 h. Les premières informations météo sont présentées à l'antenne par Alain Goury et Carine Rocchesani. Les observations du satellite sont analysées par Patrick Marlière.
À partir du 27 avril 1996, avec le lancement commercial de Canal Satellite en numérique sur le satellite Astra à 19,2° Est, la chaîne diffuse ses programmes 24h/24 sur son propre canal. En parallèle, elle continue à diffuser ses programmes le matin sur le canal de Série Club, sur le câble jusqu'au début des années 2000.
Le 1er décembre 2003, La Chaîne Météo arrive sur la Freebox sur le canal 27. Le 5 mai 2004, La Chaîne Météo est retirée de la Freebox à la suite d'un contrat d’exclusivité avec le bouquet Canal Satellite.
En juin 2006, Météo Consult rachète La Chaîne Météo au groupe Lagardère afin de compléter l'étendue de son offre. Elle devient ainsi le seul acteur opérant dans le secteur de la météorologie en Europe à maîtriser l'ensemble des canaux de diffusion de ses informations : téléphone, internet, SMS, fax et désormais télévision. La Chaîne Météo propose des applications mobiles gratuites accessibles depuis tous les smartphones ainsi que les tablettes.
Le 1er octobre 2008, le groupe Figaro rachète la société Météo Consult comprenant La Chaîne Météo qui est accessible sur le canal 160 de Canal+ et le canal 105 de Numericable.
Le 1er avril 2016, La Chaîne Météo arrive sur le bouquet TV de SFR et le 28 septembre 2016, elle fait son grand retour sur la Freebox sur le canal 230 via TV by Canal. Dès le 7 octobre 2016, La Chaîne Météo arrive également sur la TV d'Orange via Famille by Canal.
Le 26 juin 2018, La Chaîne Météo quitte le bouquet TV de SFR pour être exclusivement diffusée sur Canal+ et disparaît ainsi du réseau câble SFR après 23 ans de diffusion.

### Identité visuelle

Logo de La Chaîne Météo depuis 2000.

### Slogans
- Depuis 1995 : « La meilleure info météo »

## Organisation
La Chaîne Météo présente actualité et prévisions météo de France, Europe et le monde en continu 24 heures sur 24.

### Dirigeants
Président-directeur général
- 1995-2006 : Jacques-Philippe Broux
- 2006-2021 : Éric Savant-Ros
- Depuis mai 2021 : Karim Ben Ghanem

Directeur du développement
- 2000-2001 : Philippe Poustis

Responsable de l'antenne et des programmes
- 1995-1997 : Claude Pierrard
- 1997-2006 : Franck Galon
- Depuis 2006 : Florent Schindler (directeur de l'antenne depuis 2014)

### Sièges
Le premier siège de la chaîne était situé rue Cognacq-Jay, dans les anciens locaux de TF1, à côté de ceux de TV5. La chaîne emménage ensuite dans les anciens locaux de LCI, au 78, rue Olivier-de-Serres dans le 15e arrondissement de Paris jusqu’à fin 2005. Depuis cette date, son siège était regroupé avec celui d’autres petites chaînes thématiques du groupe Lagardère Active dans le même bâtiment que le siège parisien de RMC au 12, rue d’Oradour-sur-Glane dans le 15e arrondissement. En juillet 2007, La Chaîne Météo rejoint le siège et les équipes de Météo Consult dans les Yvelines, à Vernouillet. Elle y base sa régie de production, sa régie finale, son plateau ainsi que tout le traitement de sa post-production.

## Présentateurs et météorologues
La chaîne est animée par différents présentateurs qui commentent en direct les prévisions tous les quarts d'heure. Parmi eux, se sont succédé Louis Bodin, Philippe Verdier, Patrick Marlière, Alain Goury, Patrice Clech, Carine Rocchesani, Sophie Leweurs, Gaëlle Renard, Bernard Thomasson, Franck Loterie, Valérie Alexandre, Christine Kelly, Stéphanie de Muru, Sandra Larue, Harry Roselmack, Nidhya Paliakara, Stéphanie Kern, Anaïs Baydemir, Chloé Nabédian, Loïc Rousval, Alexandra Blanc, Solène Chavanne, Hinatea Chatal, Virginie Hilssone, Virgilia Hess, Hélène Sérignac et Karine Durand. 
Côté principaux météorologues, se sont succédé Patrick Marlière, Jean-François Stranart, Guillaume Séchet, Frédéric Dissard, Louis Bodin, Christophe Person, Isabelle Bouez, Pierre Huat, Emmanuel Stréby, Guillaume Woznica et Ange Noiret.  
Les météorologues et présentateurs qui se partagent l'antenne sont : Cyril Bonnefoy, Cyrille Duchesne, Régis Crépet, Cyril Wuest, Pascal Hernandez et Gilles Matricon.
D'autres rendez-vous sont présents à l'antenne quotidiennement tels que : Outremer, les prévisions pour les territoires français d'outre-mer et les îles touristiques dans le monde ; Monde, les prévisions pour les cinq continents ; Europe, les prévisions pays par pays sur le continent européen ou encore Marine, les prévisions pour les professionnels de la mer.

## Les applications mobiles et tablettes
Des applications La Chaîne Météo gratuites sont également en libre téléchargement pour mobiles et tablettes. Des prévisions à quatorze jours élaborées et contrôlées par des météorologues expérimentés pour la France, l’Outre-mer, mais aussi l’Europe et le Monde en plusieurs langues, certaines versions bénéficient même de la météo heure par heure. 
Depuis 2017, l'application propose un « comparateur météo » à partir de l'open data des 3 modèles de prévisions météos : le modèle Arpège de Météo France, le modèle américain GFS (Global Forecast System) et celui de la chaîne météo.
Le site internet réunit plus de 8,5 millions de visiteurs uniques par mois (moyenne mensuelle en 2012, source AT Internet). Il offre quatorze jours de prévisions gratuites, des vidéos techniques expliquées par des météorologues, l'actualité météo et environnement, avec des contenus sont actualisés en permanence. Les téléspectateurs peuvent poster des commentaires, des photos, des vidéos et écrire des témoignages de tout phénomène météo.